# Kut (Armenia)
Kut – wieś w Armenii, w prowincji Gegharkunik. W 2011 roku liczyła 193 mieszkańców.